# فرانک ودکیند
بنجامین فرانکلین ودکیند (به آلمانی: Benjamin Franklin Wedekind) (زادهٔ ۱۸۶۴ در هانوفر، آلمان – درگذشتهٔ ۱۹۱۸ میلادی) که بعدها به نام فرانک ودکیند شهرت یافت، نویسنده، درام‌نویس نامی و روزنامه‌نگار آلمانی و از پیشروان سبک اکسپرسیونیسم بود. او در سال ۱۸۶۴ در هانوفر آلمان به دنیا آمد. پدرش آلمانی و مادرش سوئیسی بود. فرانک ودکیند در سال ۱۹۱۸ میلادی درگذشت.
فرانک وِدکیند از حامیان حقوق زنان، آزادی بیان و از مخالفین یهودستیزی بود. معروف‌ترین اثر دراماتیک فرانک ودکیند نمایش‌نامه لولو است که در دوره حکومت آلمان نازی ممنوع شده بود.

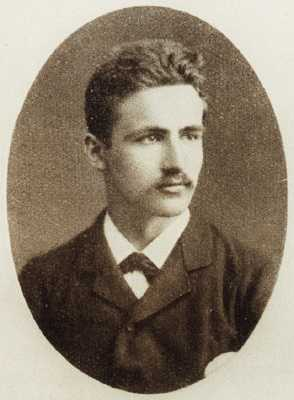